# Mustafa Ould Salek

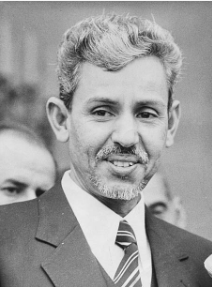
Mustafa Ould Salek

Mustafa Ould Salek (em árabe: المصطفى ولد محمد السالك, nascido em Kiffa em 1936 e falecido em 18 de dezembro de 2012 em Paris) foi um político mauritano e chefe de Estado (presidente do Comitê Militar de Salvação Nacional) da República Islâmica da Mauritânia de 10 de julho de 1978 a 3 de junho de 1979.